# Johann Georg Christoph Schetky
Johann Georg Christoph Schetky   (Darmstadt, 19 d'agost de 1737 - Edimburg, 30 de novembre de 1824) fou un violoncel·lista i compositor alemany-escocès.

## Biografia
Johann Georg Christoph Schetky, fill del cantant i violinista Ernst Gottlieb Schetky (1716-1767) i de la cantant Maria Elisabeth Eberhard (1714-1769) va ser format inicialment pel seu pare i Johann Samuel Endler (baix). A més d'una lliçó d'un mes amb Anton Filtz, fou autodidacta en gran manera com a violoncel i compositor. El 1768 es va convertir en membre de la capella del "Darmstädter Hof". El 1770 va donar un concert a Londres i dos anys després a Edimburg es va convertir en el primer violoncel·lista de la "Edimburg Musical Society", dirigida per Karl Friedrich Abel. Aquí va tenir un paper principal amb el seu amic Thomas Erskine. A Edimburg, Schetky es va casar amb Maria Theresa Reinagle, filla del trompetista Joseph Reinagle, que també era d'origen alemany i germana del violoncel·lista i compositor Joseph Reinagle junior. Malgrat la disputa amb la "Edinburgh Musical Society", va romandre com a principal violoncel·lista i va tocar, ensenyar i compondre en la mateixa mesura.

## Conseqüències
Les conseqüències de Schetky es nodreixen fonamentalment de la seva tasca pedagògica. Ja a la prefaci dels seus Dotze duets per a dos violoncels op.7 (1780), fa algunes observacions i regles per a jugar al violoncel. Remarca la importància que és per a un violoncel poder interpretar bé l'acompanyament de baix. Segons la seva opinió, els joves violoncel·listes presten massa atenció a la reproducció en solitari que a tocar bé una línia de baix, cosa que podria obtenir més respecte. Les seves lliçons pràctiques i progressives per al violoncelal voltant de 1813 foren importants materials didàctics de l'època. En aquestes dona instruccions per tocar el cordal en el violoncel, en què era considerat un mestre. Schetky va jugar durant molt de temps amb la presa d'arc usada anteriorment, segons es va informar a l' Allgemeine Musikalische Zeitung a l'octubre de 1799, i va semblar que després va passar a la presa de proa. En les seves lliçons d'aproximadament 1813 ho descriu clarament.

## Obres
Alguns manuscrits de les seves obres (simfonies, sonates, duets) es conserven a la Biblioteca de la Universitat i de l'Estat a Darmstadt i a la Biblioteca Estatal de Schwerin. Estilísticament, les seves composicions pertanyen a l'Escola Mannheim, incloent un concert de piano, vuit concerts de violoncel, quatre simfonies, sis quartets de corda, 10 sonates de piano i 23 de trio i nombroses obres per a violoncel amb o sense acompanyament. Algunes de les seves obres han estat impreses a Londres i Edimburg.
El seu fill George Schetky també va ser violoncel·lista i va esdevenir un dels primers compositors nord-americans.